# Jarosław Łukaszewski
Jarosław Łukaszewski (ur. 25 października 1970 w Gorzowie Wielkopolskim) – polski żużlowiec.
Licencję żużlową zdobył w 1989 r. w barwach Stali Gorzów Wielkopolski. Klub ten reprezentował do 1993 r., w kolejnych latach startował w Wandzie Kraków (1994–1996), JAG Speedway Łódź (1997–2001), Starcie Gniezno (2002–2003), GTŻ Grudziądz (2004) oraz ponownie w Stali Gorzów Wlkp. (2005–2006). Największy sukces w rozgrywkach z cyklu drużynowych mistrzostw Polski odniósł w 1992 r., zdobywając srebrny medal.
W 1991 r. zdobył w Grudziądzu brązowy medal młodzieżowych drużynowych mistrzostw Polski oraz wystąpił w rozegranym w Toruniu finale młodzieżowych indywidualnych mistrzostw Polski, zajmując XI miejsce. W 1992 r. zdobył srebrny medal drużynowego Pucharu Polski. W 2000 r. uczestniczył we Wrocławiu w finale mistrzostw Polski par klubowych, zajmując VI miejsce. W 2002 r. zakwalifikował się do rozegranego w Bydgoszczy finału turnieju o "Złoty Kask", zajmując XIII miejsce.